# 高峰和才・洋才
高峰和才・洋才（たかみね わさい・ようさい）はかつて活動していた漫才コンビ。漫才協会所属。
コンビ解散後は和才のみピン芸人として、主に浅草東洋館に立ち、漫談で活動していた。現在は和才が死去している。

## 経歴
リーガル天才・秀才門下で1973年結成。1990年漫才協会の真打昇進。没後はケーシー高峰の門下となった。長年浅草フランス座演劇場東洋館等で活動したが、方向性の違いから2011年解散。

## メンバー
高峰 和才（本名： -  1945年11月3日 - 2022年1月15日）群馬県出身。解散後はピン芸人として漫談家として活動していたが、2022年1月15日、前立腺がんのため死去した。76歳没。
高峰 洋才（本名： -  1945年12月13日 - ）神奈川県横浜市出身。解散後は芸能界から引退した。

## 出演番組
- 奥さま!11時です（福島中央テレビ）[3]
- 真打ち競演（NHKラジオ第一）
- 年忘れ漫才競演（NHK）
- 第32回漫才コンクール (NHK) 1984年3月3日
- Kiss My Fake（2013年12月5日、TBSテレビ）※解散後、ピンで高峰和才のみ

## 受賞歴
- 第32回NHK新人漫才コンクール最優秀賞受賞